# 榆树市
榆树市，是中华人民共和国吉林省长春市代管的一个县级市。该市西邻松原市，南及东南与吉林市为邻，西南隔第二松花江与九台区、德惠市相接，东部及北部与黑龙江省毗连。榆树市是吉林省人口最多的县级市，也是吉林省唯一的农村人口大于城镇人口的县市。该市农业经济较为发达，被称作“松辽平原第一粮仓”。市人民政府驻华昌街道。

## 历史沿革
榆树市最早有人类活动的历史可追溯到旧石器时代。位于今榆树市秀水镇的榆树人遗址是目前已知在长春地区最早的人类生活遗址。夫余国成立后，今榆树市境内的氏族公社解体，伯嘟部开始管理这一地区。隋朝时期，今榆树市属伯咄靺鞨领地。
渤海国时期，今榆树市属扶余府管辖，随后相继改属辽朝东丹国东京道宁江州和金朝上京路肇州。元代，今榆树市归属辽阳行省开元路屯田万户府，明代改属奴儿干都司撤叉河卫。
清代初年，清政府为防止汉族和蒙古族擅自进入“满族发祥地”，对满洲地区实施了封禁政策，修建柳条边，禁止外来移民进入垦荒。康熙二十二年（1683年），今榆树市地区划归伯都訥副都統管辖，后于雍正五年（1727年）改属于盛京奉天府长宁县。乾隆元年（1736年），长宁县被撤销，今榆树市地区改属吉林永吉州，后永吉州改为吉林厅。嘉庆十六年（1811年），清政府置伯都讷厅，设理事同知驻伯都讷城。光绪八年（1882年），孤榆树屯成为伯都讷厅驻地。光绪三十二年（1906年），伯都讷厅升为新城府，厅驻地迁回伯都讷新城（今吉林省松原市宁江区），同时在该府下设榆树县。宣统元年（1909年），榆树县曾改为榆树直隶厅，后于民国二年（1913年）改回榆树县，隶属于吉林省滨江道。满洲国时期，榆树县沿袭中华民国行政区划，隶属于吉林省。
中华人民共和国成立后，1956年，榆树县改隶吉林省公主岭专区，后于1958年10月23日划归长春市辖。1966年1月10日，榆树县划归德惠专区，后于1969年7月3日再次改归长春市辖。1990年12月26日，榆树县更名为榆树市，由长春市代管。

## 自然环境
榆树市境内无崇山峻岭，地势较平坦，微有波状起伏。地势东南高，西北低，东南向西北倾斜。东南部高于西南部，而西部又高于中部，呈微凹型。平均海拔为157-220米。地形分两大类型区：丘陵陡坡地形区主要分布于卡岔河以东、科铁公路以南，占全市土地总面积的21%；微波平原地形区主要分布于卡岔河以西，占全市土地面积的79%。
榆树市内无高山，只有几处较大的山岭：花园山（位于土桥镇原光明乡境内，海拔302米）、团山（保寿，273.9米）、青顶山（城发青顶，239.5米）、万寿山（城发李合，211米）、雷劈山（育民，210.5米）、太平岭（城发李合，207米）、青石山(大岭怀家，200米)、红土山（大岭怀家，195米）、牛头山（大岭怀家，180米）、鹅头山（八号大岗，161.4米）。
榆树地表水有第二松花江、卡岔河、拉林河3大水系，64条大小河流。其中：第二松花江位于榆树市西南部，有卡路河、秀水河等7条较大河流汇入，形成二松水系，流域面积727.9平方公里；卡岔河由南向北纵贯全市中部，有黑林河、二道河等12条较大河流汇入，形成卡岔河水系，流域面积2306.9平方公里；拉林河位于榆树市北部，有大荒沟怀家沟等4条较大河流注入，形成拉林河水系，流域面积1685.5平方公里；其他小河流41条，均为季节性雨水补给河流。境内有新立镇玉皇庙、城发乡石塘等5座中型水库，其余为小II型水库。
榆树市土壤以黑土、草甸土、白浆土和冲积土为主，植被类型主要包括天然次生林、人工林、灌木、草地和农田植被，其中林地多分布在丘陵地区，灌木分布在江河沿岸低洼湿地，草地在江河沿岸低洼地带和丘陵地区都有分布。
榆树市气候属温带大陆性季风气候区，气候多受季风影响，四季分明，春季干旱多风，夏季湿润多雨，秋季温和凉爽，冬季漫长寒冷。年均日照约为2674.5小时，日照率60%。年平均气温约为5.3℃，其中极端最高气温35.7℃，极端最低气温-35.6℃。无霜期143天左右，平均初霜日为9月19日，平均终霜日为5月2日。年均降水量约为536.4毫米，4-9月降水量占全年降水的80%以上。

## 行政区划
榆树市下辖4个街道办事处、15个镇、8个乡、1个民族乡：
华昌街道、正阳街道、培英街道、城郊街道、五棵树镇、弓棚镇、闵家镇、大坡镇、黑林镇、土桥镇、新立镇、大岭镇、于家镇、泗河镇、八号镇、刘家镇、秀水镇、保寿镇、新庄镇、育民乡、红星乡、太安乡、先锋乡、青山乡、延和朝鲜族乡、恩育乡、城发乡和环城乡。

## 人口
根据第七次人口普查数据，截至2020年11月1日零时，榆树市常住人口为836098人。

## 经济
到2013年末，地区生产总值实现3670160万元，按不变价格计算，比2012年增长6.0%。其中，第一产业增加值实现1008673万元，按不变价格计算，比2012年增长3.9%；第二产业增加值实现1007943万元，按不变价格计算，比2012年增长11.8%(工业增加值实现693415万元，按不变价格计算，比2012年增长11.9%；规模以上工业增加值实现276495万元，按不变价格计算，比2012年增长19.3%；建筑业增加值实现314528万元，比2012年增长11.6%)；第三产业增加值实现1653544万元，按不变价格计算，比2012年增长3.9%。连续八年跻身全国最具投资潜力中小城市百强，被评为全国生态文明先进市、绿色宜居城市、农业标准化示范市，获得全省县域综合评比三等奖。

### 特产
- 中国地理标志产品
  - 榆树钱酒，又名“榆树大曲”

## 交通
- 202国道过境
- 503国道过境
- 铁科高速过境
- 陶舒铁路过境
  - 榆树站
- 榆树通用机场

## 名人
- 回良玉
- 高严
- 尹成杰